# Guardia Lombardi
Guardia Lombardi là một đô thị (comune) thuộc tỉnh Avenllino trong vùng Campania của Ý. Guardia Lombardi có diện tích 55,61 km2, dân số là 1860 người (thời điểm ngày 1 tháng 5 năm 2009).